# ودافون آیدیا
ودافون آیدیا (انگلیسی: Vodafone Idea) شرکت مخابرات هندی است، که در سال ۲۰۱۸ تأسیس شد.